# Юрівна Тетяна Петрівна
Тетя́на Петрі́вна Юрі́вна (Юра) (8 січня 1898 за старим стилем , Федвар, Олександрійський повіт, Херсонська губернія, Російська імперія - померла невідомо) — українська актриса, заслужена артистка УРСР. Заслужена артистка Узбецької РСР. Сестра Гната Юри, Терентія Юри, Олександра Юра-Юрського. Актриса Київського театру імені Франка.

## Загальні відомості
«В її акторському діапазоні зустрічаємо героїко-ліричну Йокасту, матір-дружину царя Едіпа і сатирично-загострену дурепу Лизьку („97“). У житті тиха, скромна і доброзичлива, Тетяна Петрівна мала такого ж скромного і доброго чоловіка Миколу Харлампійовича Пилипенка», який закінчив Державний музично-драматичний інститут імені М. В. Лисенка і працював у Першій держдрамі імені Шевченка.
1934—1947 років працювала в Театрі імені І. Франка в Києві (площа Івана Франка, 3). 1941—1944 років театр перебував в евакуації в Узбекистані.

## Ролі
- Фаншетта («Весілля Фігаро» П. Бомарше)
- Ліда Званцева («Майстри часу» І. Кочерги)
- Маруся Цвіркун («Справа честі» І. Микитенка)
- Йокаста («Цар Едіп» Софокла)
- Лизька («97» М. Куліша)
- Лісунка («Сонце руїни» Ю. Смолича)
- Олена («Диктатура» І. Микитенка)
- Софія («Бастілія божої матері» І. Микитенка)
- Галина («Ой не ходи, Грицю, та й на вечорниці» М. Старицького)
- Гелена («Сон літньої ночі» В. Шекспіра)
- Мімі («Чорна Пантера і Білий Медвідь» В. Винниченка)[3]